# Andrade (São Tomé e Príncipe)
Andrade é uma aldeia da Ilha de São Tomé de São Tomé e Príncipe.